# Менслаге
Менслаге (нім. Menslage) — громада в Німеччині, розташована в землі Нижня Саксонія. Входить до складу району Оснабрюк. Складова частина об'єднання громад Артланд.
Площа — 65,18 км2. Населення становить 2491 ос. (станом на 31 грудня 2021).